# Devil May Cry (computerspelserie)
Devil May Cry (Japans: デビル メイ クライ, Romaji: Debiru Mei Kurai) is een actie, hack and slash en third-person shooter computerspelserie die werd ontwikkeld en uitgegeven door Capcom.
De serie draait vooral om hoofdrolspeler Dante. Zijn doel is om de moord op zijn moeder te wreken door het uitroeien van hordes demonen.
Devil May Cry was oorspronkelijk bedoeld als vervolg op Resident Evil maar week tijdens de ontwikkelfase geheel af in een andere richting, zodat werd besloten hier een eigen serie van maken. Devil May Cry is losjes gebaseerd op het Italiaanse epos De goddelijke komedie met toespelingen op persoonsnamen. Veel van de vijanden zijn vernoemd naar de zeven hoofdzonden.

## Gameplay
De gameplay bestaat uit snelle, gestileerde gevechten waarin de speler moet proberen zoveel mogelijk aanvallen achter elkaar uit te voeren (combo's). Tegelijkertijd moeten de tegenaanvallen worden ontweken. In combinatie met het aantal verzamelde voorwerpen wordt een prestatiescore in letters gegeven.
Er zijn enkele puzzelelementen, maar deze worden overschaduwd door de nadruk op actie.

## Spellen in de serie
| Jaar | Titel                              | Platform                                                  | Opmerking                                                  |
| ---- | ---------------------------------- | --------------------------------------------------------- | ---------------------------------------------------------- |
| 2001 | Devil May Cry                      | PlayStation 2                                             |                                                            |
| 2003 | Devil May Cry 2                    | PlayStation 2                                             |                                                            |
| 2003 | Devil May Cry: Deadshot            | mobiele telefoon                                          | schietspel                                                 |
| 2005 | Devil May Cry 3: Dante's Awakening | PlayStation 2                                             |                                                            |
| 2006 | Devil May Cry 3: Special Edition   | PlayStation 2                                             | speciale versie                                            |
| 2008 | Devil May Cry 4                    | PlayStation 3, Windows, Xbox 360                          |                                                            |
| 2012 | Devil May Cry HD Collection        | -                                                         | verzamelwerk                                               |
| 2013 | DmC: Devil May Cry                 | PlayStation 3, PlayStation 4, Windows, Xbox 360, Xbox One | reboot                                                     |
| 2015 | DmC: Definitive Edition            | PlayStation 3, PlayStation 4, Windows, Xbox 360, Xbox One | heruitgave                                                 |
| 2015 | Devil May Cry 4: Special Edition   | PlayStation 4, Xbox One                                   | speciale versie                                            |
| 2018 | Devil May Cry HD Collection        | PlayStation 3, PlayStation 4, Windows, Xbox 360, Xbox One | verzamelwerk                                               |
| 2019 | Devil May Cry 5                    | PlayStation 4, Windows, Xbox One                          |                                                            |
| 2020 | Devil May Cry 5: Special Edition   | PlayStation 5, Xbox series X/S                            | speciale versie                                            |
| 2024 | Devil May Cry: Peak of Combat      | Android, IOS                                              | spin-offspel ontwikkeld door het chinees bedrijf NebulaJoy |

## Personages
In de serie komen de volgende personages voor:
| - Dante - Vergil - Sparda - Lucia - Lady | - Arkham - Jester - Trish - Nero - Kyrie | - Credo - Kat - V - Nico - Morrison |

## Ontvangst
De serie werd een commercieel succes waarbij de eerste drie spellen miljoenen keren zijn verkocht. Door het succes kreeg de spelserie ook stripboeken, novelles, een tekenfilmserie, spelgidsen en verschillende actiefigurines.

## In andere spellen
- Dante was gepland als personages in Soulcalibur III maar werd op het laatste moment geschrapt.
- In Viewtiful Joe komen DMC-personages voor in de PlayStation 2-versie. Dante is hier een speelbaar personage.
- Dante is een speelbaar personage is Project X Zone voor de Nintendo 3DS, evenals in Project X Zone 2, waar ook met Vergil gespeeld kan worden.